# 国際興業バス練馬営業所
国際興業バス練馬営業所（こくさいこうぎょうバスねりまえいぎょうしょ）は、東京都練馬区北町に位置する国際興業バスの営業所である。
主に練馬区、板橋区、豊島区を中心に北区と埼玉県戸田市、和光市へ乗り入れる路線を担当する。
都内にある国際興業の乗合営業所では唯一、後乗り前降り整理券方式の路線も担当している。
練馬区内には西武バス、都営バスも車庫があり、それぞれ「南田中車庫」、「練馬車庫（桜台）」を名乗っているが、国際興業バスでは2007年9月16日改正まで「練馬車庫」が正式名称であり、改正以前から行先案内上は混同を避けるため「練馬北町車庫」の名称を多用していたが、そちらに合わせる形で改称し、「練馬北町車庫」が正式名称になった。

## 概要

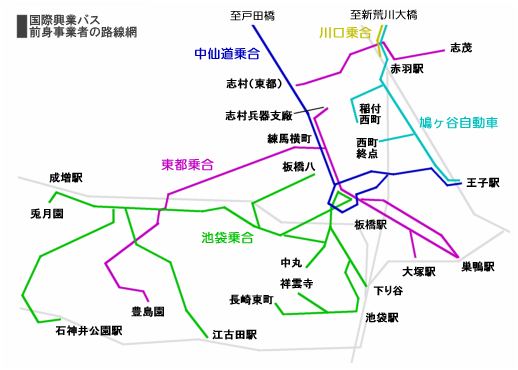
1936年頃の国際興業バス前身事業者の路線網

練馬営業所は、1962年に池袋の傘下にあった練馬出張所が独立することにより開設された営業所である。東武東上線沿線における路線の歴史は、大正から昭和初期に始まり、前身の事業者である池袋乗合自動車による池袋 - 成増、成増 - 石神井公園、江古田 - 田柄久保、板橋乗合自動車による板橋 - 豊島園線などが運行されていた。終戦後は、東都乗合自動車時代に都営バスとの相互乗入れによる都心直通路線が開設され、東武東上線沿線からは1947年に常盤台 - 東京駅線（その後成増へ延長）、1949年に上板橋 - 日比谷線が開通した。川越街道上においては、1953年に池袋 - 志木線、池袋 - 練馬北町 - 成増 - 石神井公園線などの運行が開始され、これらは巣鴨営業所（1953年以前は板橋営業所）が担当した。
池袋営業所においては、1949年に池袋駅 - 豊島園循環線、1952年に池袋駅 - 茂呂・江古田線、1956年から1960年にかけては練馬区役所 - 常盤台駅線、練馬区役所 - 徳丸線がそれぞれ桜台経由、豊島園経由の二つの経路で開設され、練馬周辺における路線の拡充が図られた。これらを背景に、1958年9月1日に池袋営業所練馬出張所が開設され、この地域の路線を受け持つようになった。
その後、1962年8月1日に練馬出張所は練馬営業所に昇格し、同時に廃止となった巣鴨営業所の路線の一部を引き継いで営業を開始した。

## 沿革
- 1962年8月1日 - 国際興業バス巣鴨営業所の一部を統合し、国際興業バス練馬営業所が発足。
- 199x年 x月 x日 - バス共通カードを導入。
- 1999年6月1日 - 路線バス車内で雨傘の販売を開始。
- 2007年3月18日 - ICカード乗車券（PASMO）を導入。
- 2010年3月15日 - バス共通カードの販売を終了。
- 2010年7月31日 - バス共通カードの取り扱いを終了。
- 2018年7月31日 - 路線バス車内で雨傘の販売を終了。

## 現行路線

### 赤羽駅 - 平和台駅 - 練馬駅線

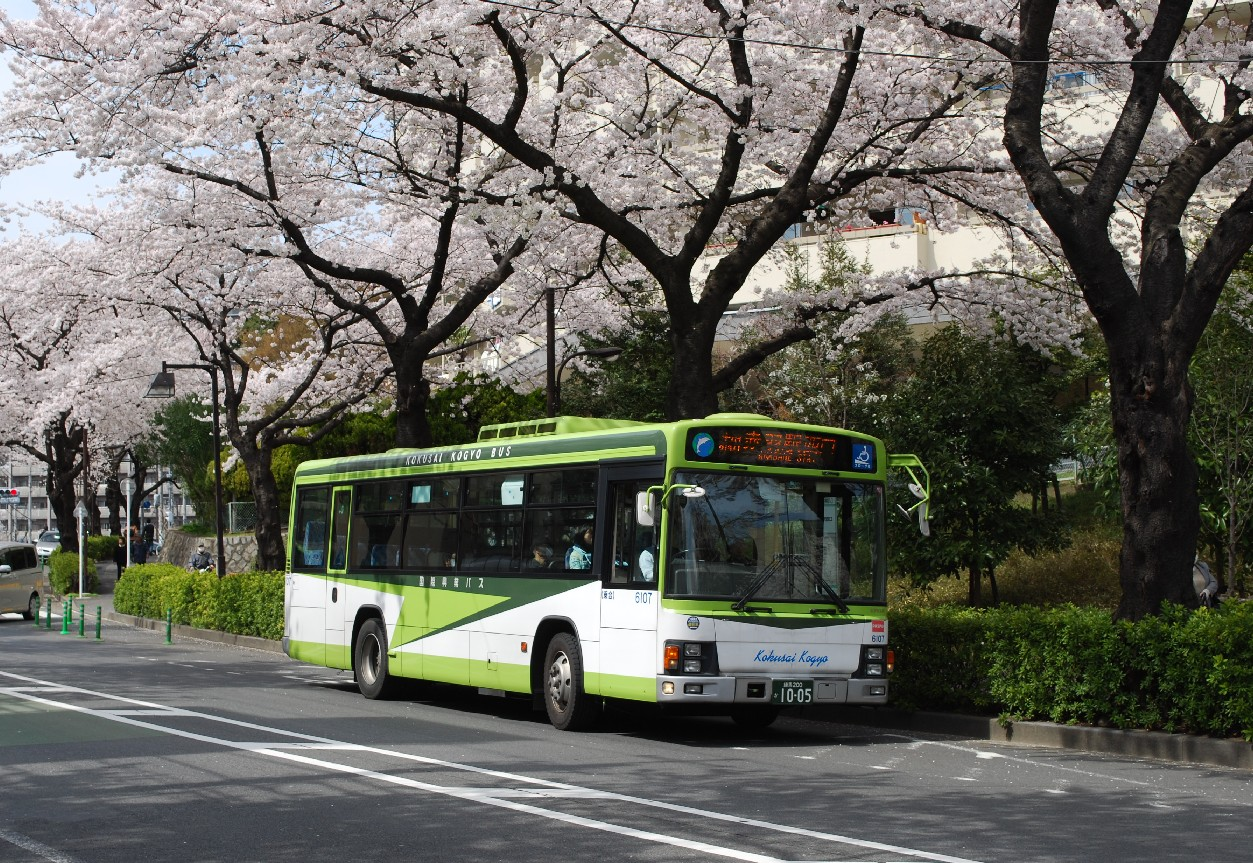
赤01 (6107)

- 赤01：赤羽駅西口 - 北赤羽駅入口 - 志村坂下 - 志村三丁目駅 - 志村消防署 - 練馬北町車庫 - 平和台駅 - 練馬春日町駅 - 豊島園 - 練馬駅
- 赤01-2：練馬駅 → 豊島園 → 練馬春日町駅 → 平和台駅 → 練馬北町車庫 → 志村三丁目駅 → 志村坂下 → 北赤羽駅入口 → 赤羽駅西口（志村消防署は通過[注釈 1]）
- 赤85：赤羽駅西口 - 北赤羽駅入口 - 志村坂下 - 志村三丁目駅 - 志村消防署 - 練馬北町車庫 - 平和台駅
- 練95：練馬北町車庫 - 錦団地 - 平和台一丁目 - 平和台駅 - 練馬春日町駅 - 豊島園 - 練馬駅
  - 19xx年 x月 x日：練95（練馬車庫 - 平和台駅 - 春日町 - 練馬駅 - 桜台駅）を新設。
  - 2003年4月1日：練95が練馬駅 - 桜台駅間を廃止。
  - 2007年9月16日：赤01（赤羽駅西口 - 環八 - 練馬駅）および赤85（赤羽駅西口 - 環八 - 練馬北町車庫）を新設。
  - 2009年2月16日：赤85を練馬北町車庫 - 平和台駅間を延伸。
  - 2013年2月16日：赤01-2（練馬駅 → 環八（志村消防署通過） → 赤羽駅西口）を新設。

2006年5月28日に開通した環八新線区間の一つである北町若木トンネルから北へ抜けて赤羽駅まで走行する路線で、2007年9月16日に運行を開始した。練馬駅では他社が北口まで運行するのに対し、国際興業は駅南口降車場で営業を終了し、始発となる北口ロータリーまでは回送する。2013年2月16日のダイヤ改正で、志村地区の渋滞による遅延を防止するために志村消防署を通過する赤01-2が新設され、練馬駅を平日朝始発 - 8時59分までに発車する便は全て赤01-2として運行する。練95は上板01の出入庫用として運行されていたが、2010年2月7日に上板01が廃止されて以降は、赤01の練馬側出入庫として残存している。赤85は反対に赤01の赤羽側の出入庫として新設され、当初は練馬北町車庫折り返しだったが、2009年2月16日より平和台駅まで延伸された。

### 光が丘駅 - 平和台駅 - 池袋駅線
- 光01：光が丘駅 - 光が丘七丁目- 田柄中学校 - 平和台駅 - 平和台郵便局 - 練馬北町車庫
- 光02：光が丘駅 - 光が丘七丁目 - 田柄中学校 - 平和台駅 - 平和台郵便局 - 練馬北町車庫 - ときわ台駅入口 - 大山 - 熊野町 - 池袋駅東口
- 光04：光が丘駅 - 田柄五丁目 - 田柄中学校 - 平和台駅 - 錦団地 - 練馬北町車庫
- 練93：練馬北町車庫 - ときわ台駅入口 - 大山 - 熊野町 - 池袋駅東口 (2024年10月1日～)
  - 1984年4月28日：光01（光が丘団地 - 平和台駅 - 平和台郵便局 - 練馬北町車庫）を新設。
  - 1986年4月2日：光02（光が丘団地 - 平和台駅 - 平和台郵便局 - 大山 - 池袋駅東口）を新設。
  - 1987年4月24日：光03（光が丘団地 - 光が丘IMA - 光が丘駅 - 平和台駅 - 桜台駅 - 練馬区役所）を新設。
  - 1991年4月1日：光04（光が丘団地 - 光が丘IMA - 田柄五丁目 - 平和台駅 - 平和台郵便局 - 練馬北町車庫）を新設。
  - 1991年4月1日：光01-2（日大練馬光が丘病院 - 光が丘駅 - 平和台駅 - 平和台郵便局 - 練馬北町車庫）および光03-2（日大練馬光が丘病院 - 光が丘IMA - 光が丘駅 - 平和台駅 - 桜台駅 - 練馬区役所）を新設。
  - 1998年4月1日：光01、光02、光03および光04の発着地を光が丘団地折返場から光が丘駅に変更。
  - 1998年11月16日：光04の経路を（光が丘駅 - 田柄五丁目 - 平和台駅 - 錦団地 - 練馬北町車庫）に変更。
  - 1999年4月16日：光04の経路を（光が丘駅 - 田柄五丁目 - 田柄中学校 - 平和台駅 - 錦団地 - 練馬北町車庫 ）に変更。
  - 2011年3月5日：光01-2および光03-2を廃止。
  - 2014年4月16日：光03を廃止。
  - 2024年10月1日 : 練93を2007年9月の廃止以来、17年ぶりに復活。池袋駅東口発20時台の光02を練93に振り替え(予定)[1]

光が丘と有楽町線平和台駅、池袋方面を連絡する。光01は1984年4月28日、光02は1986年4月2日、光04は1991年の運行開始で、いずれも当初は光が丘団地が起点だった。1998年4月1日に団地折返場が閉鎖されたのに伴い、光が丘駅発着となった。
光04は他の光が丘発着路線と異なり、独自の経路を持つ。当初、光が丘IMA経由で開通したことに加え、1998年11月16日に平和台駅 - 練馬北町車庫が錦団地経由に変更、1999年4月16日に光が丘駅 - 田柄町を西武バス光20-1高松循環と同一経路で短絡する形に変更される｡新たに通過する､新経路の途中の新設停留所には西武バス光20-1高松循環(2004年9月1日廃止)の､田柄五丁目停留所へ併設(但し車庫行き｡循環は片廻りの為､光が丘行き乗り場は新設)された。

### 石神井公園駅 - 比丘尼橋 - 成増駅線
- 石02：成増駅南口 → 成増駅入口 → 土支田交番 → 土支田八幡 → 比丘尼橋 → 和田 → 三軒寺 → 石神井公園駅北口（西武バス練馬営業所と共同運行）
- 石02-2：石神井公園駅北口 → 和田 → 下屋敷 → 比丘尼橋 → 土支田八幡 → 土支田交番 → 成増一丁目 → 成増駅南口（西武バス練馬営業所と共同運行）
- 石03：練馬北町車庫 → 練馬北町車庫前→ 成増駅南口 → 成増駅入口 → 土支田交番 → 土支田八幡 → 比丘尼橋 → 和田 → 三軒寺 → 石神井公園駅北口
- 石03-2：石神井公園駅北口 → 和田 → 下屋敷 → 比丘尼橋 → 土支田八幡 → 土支田交番 → 成増一丁目 → 成増駅南口 → 下赤塚 → 練馬北町車庫
- 増16：成増駅南口 - 土支田交番 - 土支田八幡 - 比丘尼橋
- 増16-2：成増駅南口 → 成増駅入口 → 土支田交番 → 土支田八幡 → 比丘尼橋 → 三軒寺（深夜バス） ※2020年5月より運休中
  - 19xx年 x月 x日：石02および石03を新設。
  - 1985年5月7日：増16を新設。
  - 2002年10月1日：石02および石03の発着地を石神井公園駅南口から石神井公園駅北口に変更。
  - 2004年11月12日：石02-2、石02-2および増16-2を新設。
  - 2010年12月1日：石02の成増駅方向を廃止。

成増駅から石神井公園駅へ向かう路線で途中、埼玉県和光市白子地区をかすめるが和光市内の区間も西武バス石02系統・練42系統・吉60系統等と共に東京都区内特別運賃適用のため230円（西武便は220円）で全線で東京都シルバーパスも利用可能。石神井公園駅南口発着時代は両方向とも近くの踏切を通過せざるを得ない経路だったが、この踏切通過に難があり、特に駅西側（所沢方）踏切を渡る道路が富士街道で、道路幅が狭い・踏切距離・通過車両が長いといった問題に加え、富士街道自体も道路渋滞を起こしやすく、ダイヤを乱す大きな要因となっていた。このため、石神井公園駅北口の再開発事業竣工およびバスターミナル設置を機に、北口発着へ変更となる。その後、2004年11月12日の改正で成増方向の経路変更が行われ、下屋敷経由の石02-2（路線図上。行き先案内など営業上では石02）が新設（石神井公園駅行きは変更なし）されると同時に、増16の深夜バスを三軒寺へ延伸した。
下屋敷経由は当初平日朝夕のみの運行だったが、休日も含めた日中時間帯にも設定され始め、最終的に石神井庁舎経由は1日1本のみまで減便されたのち2010年12月1日に廃止（西武の石01-1も廃止）され、全便が下屋敷経由となった。この改正・経路変更によってダイヤの乱れが改善されてきたが、土支田二丁目 - 比丘尼橋間と三軒寺 - 三原台一丁目間には現在でも狭隘道路が多く存在している。かつては系統番号は同じ[石02]であったが、起終点の石神井公園駅南口、成増駅南口の停留所の他､経路上設置の中間の停留所が国際興業と西武バスで別々の場所に設置されていたり、同一箇所でも名称が異なっていたり、両社のダイヤが等間隔ではなく、結果として無駄な団子状運転となっている事も多く見受けられが、現在は多くの停留所で名称の統一が行われたほか、ダイヤも両者あわせて等間隔となるよう調整されている。地下鉄成増駅との連絡は、成増方面行きが「成増一丁目」、成増発は「成増駅入口」（但し異なる名称で残る箇所で､西武の停留所名称は「成増町」である)の利用が便利である。
上記のいずれの系統とも、西武バスの石02との共通定期券の取扱を行っている他、西武運行の枝番系統である石01（石神井循環）、石04（石神井公園駅北口↔︎土支田一丁目）においても、共通定期券取扱として乗車可能である。
深夜バスの増16-2系統（成増駅南口→三軒寺）は2020年5月より長期運休中。

### 成増駅 - 高島平駅 - 高島平操車場線

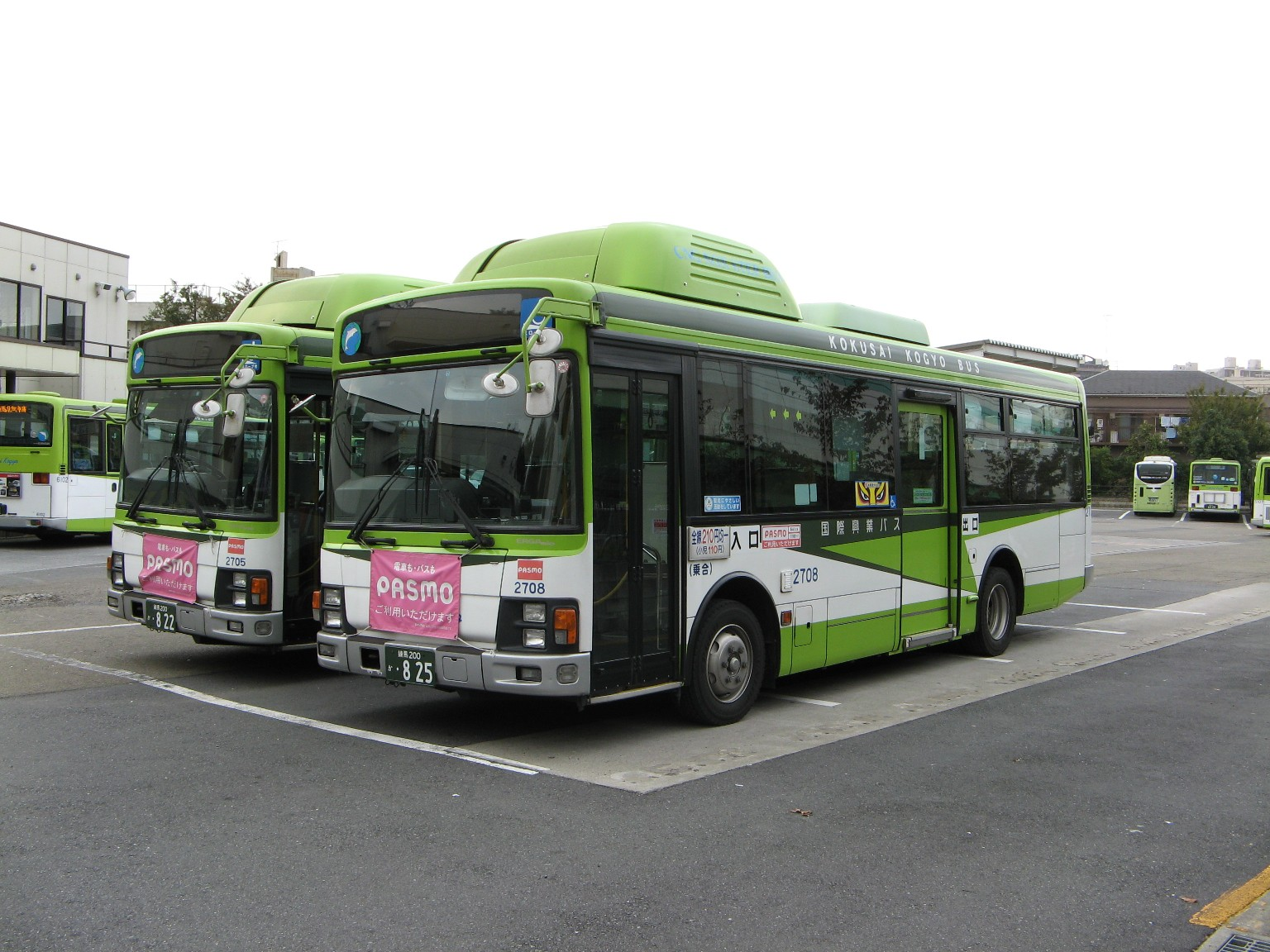
高01に投入されていた中型CNGノンステップ車 (2708。現在、2700番台は全車除籍済み。)

- 高01：高島平操車場 - 高島平駅 - 高島高校 - 西高島平駅 - 下新倉 - 赤塚四丁目 - 成増駅北口
- 高01-2：赤塚公園 → 西高島平駅 → 下新倉 → 赤塚四丁目 → 成増駅北口
- 増17：成増駅北口 - 赤塚四丁目 - 成増厚生病院 - 区立美術館 - 高島高校 - 高島平駅 - 高島平操車場
- 増17-2 : 赤塚公園 → 区立美術館 → 成増厚生病院 → 赤塚4丁目 → 成増駅北口 (2024年10月1日新設 月～金曜日のみ)

赤塚公園発のみ運行
- 増19：成増駅北口 → 赤塚四丁目 → 下新倉
  - 1975年10月1日：志村営業所が高01を新設。
  - 2003年7月1日：増17を新設および高01を志村営業所から受入。
  - 2009年2月16日：深夜バスとして増19を新設。
  - 2017年3月21日：深夜バスの増19を一般路線化。深夜バスを廃止。
  - 2024年10月1日 : 増17-2を新設(予定) [1]

成増駅から高島平駅、高島平操車場へ向かう路線で、西高島平駅経由の高01と美術館経由の増17からなる。高01、高01-2は下新倉付近で埼玉県和光市をかすめるが、埼玉県内の走行区間がごく短区間のため、全線230円均一料金で前乗り後降り方式である。高01は以前志村営業所の所管であったが、2003年7月1日に増17が新設された際に当営業所に移管された。
沿線にマンモス団地の高島平団地を抱え、三園、大門、成増の住宅密集地も抱えているため終日混雑しており、特に高校や病院なども沿線に存在する高01系統の混雑が顕著となっている。なお、増17は三園、大門地区の住民による路線新設の要請が強かったため、新設された系統である。誤乗防止のため、増17の方向幕はピンク色（LEDの場合は系統部分が反転）となっている。
2009年2月16日に、高01の区間便（深夜バス）として増19が運行開始された。
2014年2月16日のダイヤ改正で、土曜・休日のみ高01、増17両系統の併走区間では12分間隔となる。

### 成増駅 - 下笹目線

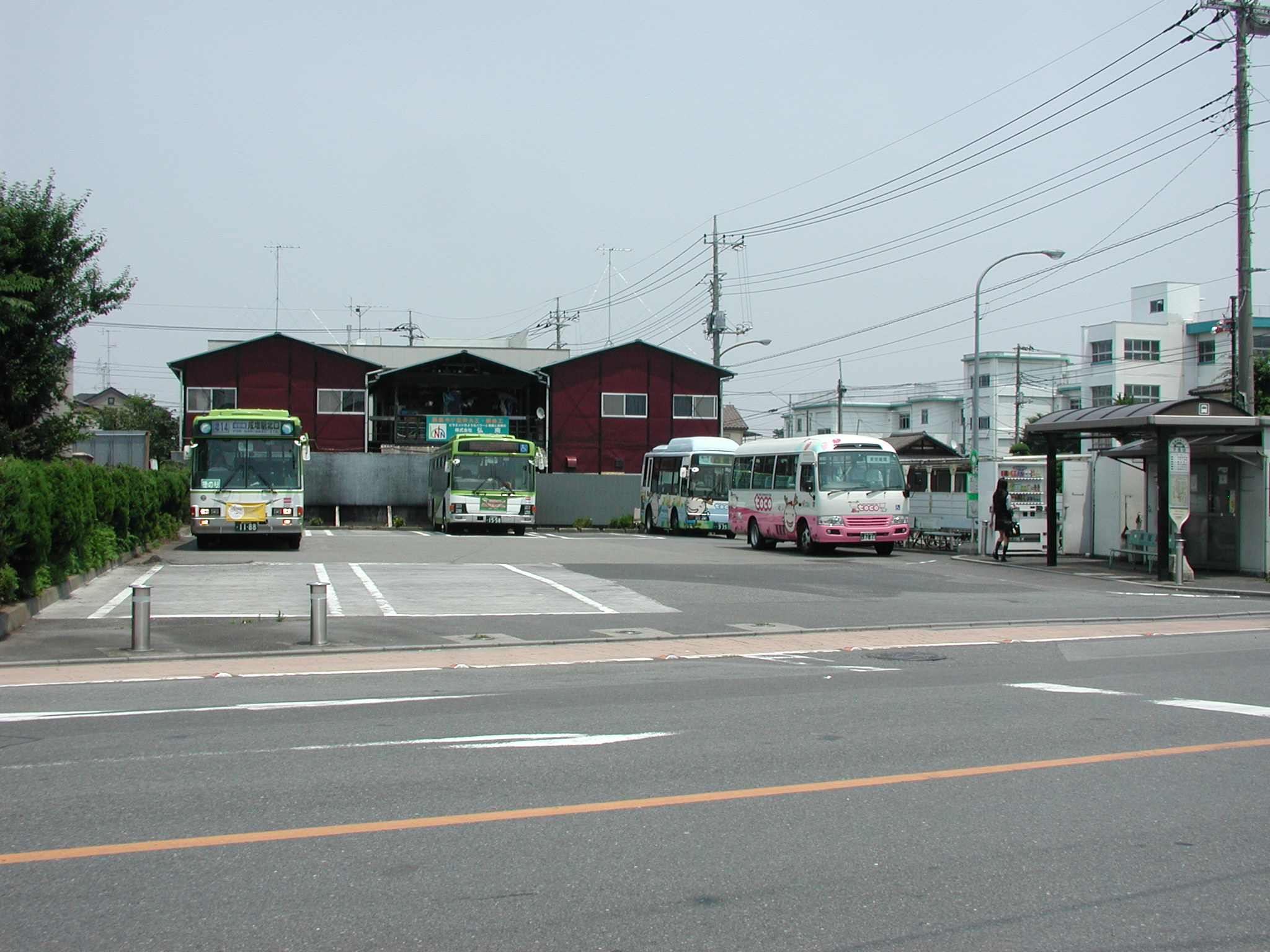
下笹目折返場

- 増14：成増駅北口 - 赤塚四丁目 - 下新倉 - 笹目橋 - 下笹目
  - 1972年12月1日：戸田営業所が増14（成増駅北口 - 成増団地入口 - 吹上新道 - 下新倉 - 下笹目 - 支所前 - 蕨駅西口）を新設。
  - 1981年10月1日：経由地を支所前から戸田市役所入口に経路変更。
  - 1998年7月16日：発着地を蕨駅西口から下笹目に変更。
  - 2004年11月12日：増14を戸田営業所から受入。

成増駅から北上し、笹目橋を渡って埼玉県戸田市内の下笹目へと向かう路線である。笹目橋を渡る路線はこの路線だけで、東京都区内と埼玉県内を結ぶ数少ない路線の一つである。かつては下笹目から先、美女木、北戸田駅経由で蕨駅西口まで至っていた路線であり、戸田営業所の所管だった。しかし、美女木付近の渋滞が理由で蕨駅西口 - 戸田車庫間を短縮、成増駅北口 - 下笹目 - 戸田車庫線となり戸田車庫行きは出入庫便のわずかな本数のみで残りは下笹目行きになった。2004年11月には所管が戸田から当営業所に移管されたことにより、戸田車庫行きは廃止された。上記の区間のみが残ることとなった。
埼玉県内を起終点として走行することから、対キロ運賃対応の案内表示機、整理券発行機等を搭載した車両が運用に入る。また、始発 - 午前9時までの下笹目発の便に限り、乗車方式が前乗り申告制前払いになる。
2020年10月1日実施のダイヤ改正で、日中時間帯の運行が消滅し、朝と夜のみ運行に縮小される。

### 王子駅 - 大和町 - 上板橋駅線
- 王54：王子駅 - 北区神谷町 - 姥ヶ橋 - 大和町 - 北豊島工業高校 - ときわ台駅 - 常盤台教会 - 上板橋駅
- 王54-2：王子駅 → 北区神谷町 → 姥ヶ橋 → 大和町 → 北豊島工業高校 → ときわ台駅 → 上板橋駅前
  - 1959年5月25日：王54を巣鴨営業所と都営バス志村営業所との共同運行で新設。
  - 1962年8月1日：王54を巣鴨営業所から受入。
  - 1978年11月1日：都営バス志村営業所が撤退。
  - 1996年4月4日：王54-2（王子駅 → 大和町 → ときわ台駅 → 上板橋駅前）を新設。
  - 1998年11月16日：王54の発着地を常盤台教会から上板橋駅に変更。

王子駅から北本通り、環七通り、富士見通りを経由して上板橋駅に至る路線である。かつては王子駅 - 常盤台教会間の路線で、1978年10月31日までは都営バスとの共同運行であったが、都営バスの撤退により翌11月1日以降国際興業が単独で運行している。常盤台二丁目の常盤台パブテスト教会前道路向かいにあった折返場の閉鎖に伴い、1998年11月16日に上板橋駅まで延長された。上板橋には駅前ロータリーに設置されている「上板橋駅停留所」と、駅前通り上に設置されている「上板橋駅前停留所」があり、王子発の一部便は「王54-2」系統として運転され、駅前停留所が終着である。引き続き回送として上板橋駅駅前ロータリーには入らずに運転し、直接練馬北町車庫へ入庫する。

### 池袋駅 - 大山 - 小茂根五丁目線
- 池55：池袋駅東口 - 熊野町 - 大山 - 東山町 - 小茂根中央 - 小茂根五丁目
  - 19xx年 x月 x日：池55（池袋駅東口 - 熊野神社 - かみのね橋 - 羽沢 - 氷川神社下）を新設。
  - 1973年10月1日：池55の発着地を氷川神社下から豊玉北に変更。
  - 1999年10月16日：池55の発着地を豊玉北から小茂根五丁目に変更。

当初は、上の根橋からそのまま環七通りを南下し羽沢から氷川神社下（現：氷川台駅付近）まで運行される。1973年10月に豊玉北まで延伸し、1999年11月に現在の運行区間となった。小茂根地区が狭路のため中型車が限定で運用されている。

### 深夜急行バス
- ミッドナイトアロー光が丘・和光市：池袋駅西口 → 千川駅 → 羽沢（新桜台駅） → 氷川台駅 → 平和台駅 → 練馬春日町駅（春日町図書館） → 光が丘IMA（光が丘駅） → 旭町南地区区民館 → 旭町南（土支田交差点） → 和光市駅南口
  - 19xx年 x月 x日：新設。
  - 2020年5月:新型コロナウイルス感染拡大により運休（2024年1月27日現在も運休継続）[4]

### コミュニティバス
練馬区コミュニティバス「みどりバス」全6系統のうち2系統の運行を受託している。

## 廃止・移管路線
- 赤32：赤羽駅東口 - 消防署前 - 東十条四丁目 - 姥ヶ橋 - 大和町 - 常盤台三丁目 - 上板橋駅
  - 19xx年 x月 x日：新設。
  - 1996年4月4日：廃止。
- 光01-2：練馬北町車庫 - 平和台駅 - 光が丘七丁目 - 光が丘駅 - 日大練馬光が丘病院
  - 1991年4月1日：新設
  - 2011年3月5日：廃止。
- 光03：光が丘駅 - 光が丘南通り - 田柄中学校 - 平和台駅 - 平和台三丁目 - 氷川台駅 - 桜台駅 - 練馬区役所
  - 1987年4月24日：新設。
  - 2014年4月16日：廃止。
- 光03-2：練馬区役所 - 桜台駅 - 氷川台駅 - 平和台三丁目 - 平和台駅 - 光が丘団地 - 光が丘駅 - 日大練馬光が丘病院
  - 1991年4月1日：新設
  - 2011年3月5日：廃止。
- 練11：桜台駅 - 練馬駅 - 早宮三丁目 - 開進第一中学校 - 平和台四丁目 - 練馬北町車庫 - 東武練馬駅 - 徳丸坂上 - 西台都営住宅
  - 19xx年 x月 x日：新設。
  - 1983年7月25日：廃止。
- 練12：練馬区役所 - 桜台駅 - 開進第一中学校 - 丸窪 - 田柄町
  - 19xx年 x月 x日：新設（練馬区役所 - 桜台駅 - 開進第一中学校 - 丸窪 - 田柄町）。
  - 19xx年 x月 x日：経路変更（桜台駅 - 練馬駅 - 豊島園 - 練馬工業高校 - 丸窪 - 田柄町）。
  - 1982年3月29日：経路変更。
  - 1983年7月25日：上板03へ代替廃止。
- 練13：下赤塚駅 - 成増駅入口 - 朝霞警察署 - 志木駅
  - 1976年12月16日：新設計画中止、下赤02となった。
- 練90：練馬北町車庫 - ときわ台駅
  - 19xx年 x月 x日：新設。
  - 2003年7月1日：廃止。
- 練91：練馬北町車庫 - ときわ台駅南口通り
  - 19xx年 x月 x日：新設。
  - 1987年4月24日：廃止。
- 練92：練馬北町車庫 - 七軒家公園入口 - 上板橋駅
  - 1972年 x月 x日：新設。
  - 2011年3月5日：廃止。
- 練93：練馬北町車庫 - ときわ台駅入口 - 大山 - 熊野町 - 池袋駅東口
  - 1977年8月1日：新設。
  - 2007年9月16日：廃止。
- 練94：練馬北町車庫 - 常盤台教会
  - 19xx年 x月 x日：新設。
  - 1996年4月4日：廃止。
- 練96：練馬北町車庫 - 和光市駅入口 - 朝霞台駅
  - 1984年4月28日：新設。
  - 1998年11月16日：廃止。
- 練97：練馬北町車庫 - 成増駅入口 - 和光市駅入口 - 朝霞駅 - 根岸台一丁目 - 積水化学 - 花の木 - 丸沼 - 湯〜ぐうじょう
  - 1985年10月1日：新設（練馬北町車庫 - 朝霞駅南口 - 丸沼）。
  - 1998年8月1日：発着地を丸沼から湯〜ぐうじょうに変更。
  - 2003年11月16日：廃止。
- 練98：練馬北町車庫 - 和光市駅入口 - 朝霞警察署
  - 19xx年 x月 x日：新設。
  - 1973年10月1日：廃止。
- 増15（初代）：成増駅入口 - 和光市駅入口 - 朝霞警察署 - 水道道路入口 - 朝霞台駅
  - 1984年4月28日：新設。
  - 1998年11月16日：廃止。
- 上板01：上板橋駅 - 練馬北町車庫 - 錦団地 - 練馬工業高校裏 - 平和台駅 - 練馬春日町駅 - 豊島園 - 練馬駅
  - 19xx年 x月 x日：新設（上板橋駅 - 練馬北町車庫 - 平和台駅 - 豊島園 - 練馬駅 - 桜台駅）。
  - 1983年7月25日：経路変更（上板橋駅 - 練馬北町車庫 - 錦団地 - 平和台駅 - 豊島園 - 練馬駅 - 桜台駅）。
  - 1987年4月1日：経路変更（上板橋駅 - 練馬北町車庫 - 練馬工業高校裏 - 平和台駅 - 豊島園 - 練馬駅 - 桜台駅）。
  - 2003年4月1日：発着地を桜台駅から練馬駅に変更。
  - 2010年2月8日：廃止。
- 上板02（初代）：徳丸坂下 - 上板橋駅 - 練馬車庫 - 氷川台郵便局 - 桜台駅 - 練馬区役所
  - 19xx年 x月 x日：新設。
  - 19xx年 x月 x日：廃止。
- 上板02（二代）：上板橋駅 - 平和台四丁目 - 豊島園 - 練馬駅 - 桜台駅
  - 19xx年 x月 x日：新設（上板橋駅 - 常盤台協会 - 大和町 - 板橋本町 - 板橋駅 - 鎌倉橋 - 大塚駅）。
  - 1977年8月1日：発着地を大塚駅から桜台駅に変更。
  - 1983年7月25日：廃止。
- 上板02（三代）：上板橋駅 - 練馬車庫 - 錦団地 - 平和台三丁目 - 氷川台駅 - 桜台駅 - 練馬区役所
  - 2003年11月16日：新設。
  - 2007年9月16日：廃止。
- 上板03：上板橋駅 - 平和台四丁目 - 開進第一中学校 - 平和台駅 - 田柄町
  - 1983年7月25日：新設。
  - 1984年4月28日に光01へ代替廃止。
- 池10：池袋駅西口 → 要町駅 → 千川駅 → 氷川台駅 → 平和台駅（深夜バス）
  - 2003年11月16日：新設。
  - 2009年2月16日：廃止。
- 池56：池袋駅東口 - 大山 - 小茂根 - 氷川神社下 - 平和台四丁目 - 練馬北町車庫
  - 1972年12月1日：新設。
  - 1973年10月1日：廃止。
- 池58：池袋駅東口 - ときわ台駅入口 - 練馬北町車庫 - 成増駅南口
  - 19xx年 x月 x日：新設（池袋駅東口 - ときわ台駅入口 - 練馬北町車庫 - 成増駅入口 - 和光市駅入口 - 朝霞警察署）。
  - 1973年10月1日：発着地を朝霞警察署から成増駅南口に変更。
  - 1977年8月1日：廃止。
- 常02（初代）：ときわ台駅南口通り - 上板橋一丁目 - 少年鑑別所 - 氷川神社下 - 桜台駅 - 練馬区役所
  - 1949年4月1日：巣鴨営業所が新設。
  - 1962年8月1日：巣鴨営業所から受入。
  - 1987年4月24日：廃止。
- 常02（二代）：ときわ台駅 - 若木一丁目 - 志村高校 - 徳丸町 - 東武練馬駅 - 西台都営住宅
  - 1990年5月16日：新設。
  - 2003年7月1日：廃止。
- 常03（初代）：ときわ台駅 - 大和町 - 西巣鴨 - 大塚駅
  - 19xx年 x月 x日：新設。
  - 19xx年 x月 x日：廃止。
- 常03（二代）：ときわ台駅南口通り - 練馬北町車庫 - 平和台一丁目 - 平和台四丁目 - 早宮三丁目 - 練馬駅 - 桜台駅
  - 19xx年 x月 x日：新設。
  - 1987年4月24日：廃止。
- 下赤01：下赤塚駅 - 成増駅入口 - 和光市駅入口 - 朝霞警察署 - 水道道路入口 - 朝霞台駅
  - 1973年10月1日：新設（下赤塚駅 - 成増駅入口 - 和光市駅入口 - 朝霞警察署 - 水道道路入口 - 志木駅南口）。
  - 1976年12月16日：発着地を志木駅南口から朝霞台駅に変更。
  - 1984年4月28日：廃止。
- 下赤01-2：練馬北町車庫 - 成増駅入口 - 和光市駅入口 - 朝霞警察署 - 水道道路入口 - 朝霞台駅
  - 1976年12月16日：新設。
  - 1984年4月28日：廃止。
- 下赤02：下赤塚駅 - 成増駅入口 - 和光市駅入口 - 朝霞警察署 - 朝霞駅南口 - 根岸 - 花の木 - 丸沼
  - 1976年12月16日：新設（下赤塚駅 - 成増駅入口 - 和光市駅入口 - 朝霞警察署 - 朝霞駅南口 - 根岸 - 花の木）。
  - 1981年4月1日：発着地を花の木から丸沼に変更。
  - 1985年10月1日：廃止。
- 下赤02-2：練馬北町車庫 - 成増駅入口 - 和光市役所 - 朝霞警察署 - 膝折坂下 - 末無川 - 朝霞駅南口 - 花の木 - 丸沼
  - 1976年12月16日：新設（練馬北町車庫 - 成増駅入口 - 和光市役所 - 朝霞警察署 - 膝折坂下 - 末無川 - 朝霞駅南口 - 花の木）。
  - 1981年4月1日：発着地を花の木から丸沼に変更。
  - 1985年10月1日：廃止。
- 朝41：湯〜ぐうじょう - 丸沼 - 花の木 - 積水化学 - 根岸台一丁目 - 朝霞駅南口 - 桜ヶ丘 - 末無川 - 朝霞市役所 - 朝霞駅南口 - 根岸台一丁目- 積水化学 - 花の木 - 丸沼 - 湯〜ぐうじょう
  - 1976年12月16日：花の木発着で新設（西武バスから受入）。
  - 1981年4月1日：発着地を花の木から丸沼に変更。
  - 1998年8月1日：発着地を丸沼から湯〜ぐうじょうに変更。
  - 2003年11月16日：廃止。

朝霞駅を貫き、朝霞駅南側を循環運行する朝霞市内循環で、北側は1976年に西武バスから路線移管を受けて花の木発着で運行を開始した。その後も丸沼、湯〜ぐうじょうへ延伸されていき、2003年11月の大規模再編によって練馬営業所が朝霞地区から撤退することを受けて、西浦和営業所へ移管されると同時に朝13と朝50へ分断された。
- 増100：戸田ボートレース場 - 成増駅北口
- 高100：戸田ボートレース場 - 高島平駅
  - 2023年1月7日：来場者数の減少に伴い廃止。

開催日のみ運行の戸田競艇場への直通バス。SG・プレミアムGI開催時はさらに本数が増えていたが、COVID-19の流行や来場者数の減少に伴い運休となり、その後2023年1月7日付で戸田営業所が管轄する戸100系統を残し、廃止された。

### 光が丘駅 - 土支田循環線
- 光202：光が丘駅 → 練馬光が丘病院 → 土支田一丁目 → 土支田八幡 → 高松幼稚園西 → 光が丘駅（西武バス練馬営業所と共同運行）
  - 2002年3月16日：西武バス練馬営業所が新設。
  - 2002年5月16日：新規参入し共同運行化。
  - 2024年（令和6年）4月1日：廃止。西武バスは運行継続。

光が丘駅を起点に土支田地区をきめ細かに循環する路線。2002年3月16日に西武バスが単独で開通した路線だが、2ヵ月後の5月16日より国際興業が本数を上乗せする形で参入した。2024年4月1日撤退。西武バスの単独運行に変更